# San Miguel del Robledo
San Miguel del Robledo är en kommun i Spanien.   Den ligger i provinsen Provincia de Salamanca och regionen Kastilien och Leon, i den centrala delen av landet, 200 km väster om huvudstaden Madrid. Arean är 10,4 kvadratkilometer. San Miguel del Robledo gränsar till Cilleros de la Bastida och franskspråkiga Wikipedia. 
Terrängen i San Miguel del Robledo är huvudsakligen kuperad, men västerut är den platt.